# إل إكس كيوت
إل أكس كيو تي (بالإنجليزية LXQt) هي بيئة سطح مكتب حرة ومفتوحة المصدر للحواسيب الشخصية تعتمد في بناءها على مكتبة كيو تي ومكتبة جتك+. صممت هذه الواجهة بعد دمج بيئتي رازور-كيو تي ولكسيدي. وسعى مطورو هذه البيئة لبناء بيئة سطح مكتب متقدمة الإمكانات وسهلة الاستخدام ولم يغفلو أيضا خفة الحجم والحرص على موارد النظام. هذه البيئة مناسبة للمستخدمين الذين يسعون لامتلاك بيئة سطح مكتب خفيفة وبسيطة وعملية وتمتلك لمحة جمالية. وبخلاف بيئات أخرى، تعمل هذه البيئة مع نظم إدارة الموارد الداخلية للنظام مباشرة.

## مكونات
تحتوي البيئة على العديد من المكونات منها ما هو معتمد على كيو تي ومنها ما هو معتمد على جتك+ :
| الاسم                | الاعتماديات (بالاعتماد على كيو-تي) | التعليقات                                                                                         |
| -------------------- | ---------------------------------- | ------------------------------------------------------------------------------------------------- |
| lximage-qt           |                                    | عارض صور                                                                                          |
| lxmenu-data          |                                    |                                                                                                   |
| lxqt-about           |                                    | نافذة معلومات عن البيئة                                                                           |
| lxqt-admin           |                                    |                                                                                                   |
| lxqt-common          |                                    |                                                                                                   |
| lxqt-config          | KScreen (إكس أورج)                 | مركز التحكم                                                                                       |
| lxqt-globalkeys      | KGlobalAccel                       |                                                                                                   |
| lxqt-notificationd   |                                    | مدير التنبيهات                                                                                    |
| lxqt-openssh-askpass |                                    |                                                                                                   |
| lxqt-panel           | Solid                              |                                                                                                   |
| lxqt-policykit       |                                    | مدير التحقق                                                                                       |
| lxqt-powermanagement | Solid                              |                                                                                                   |
| lxqt-qtplugin        |                                    |                                                                                                   |
| lxqt-runner          |                                    | برنامج التشغيل السريع للبرامج                                                                     |
| lxqt-session         |                                    | مدير الجلسات                                                                                      |
| lxqt-sudo            |                                    |                                                                                                   |
| menu-cache           |                                    |                                                                                                   |
| obconf-qt            |                                    | اداة الاعدادات                                                                                    |
| compton-conf         |                                    | GUI configuration tool for Compton X composite manager (metacity ⇒ xcompmgr ⇒ dcompmgr ⇒ Compton) |
| pcmanfm-qt           |                                    |                                                                                                   |
| qt-gtk-engine        |                                    | سمة لتطبيقات                                                                                      |

## وصلات خارجية
- الموقع الرسمي
- إل إكس كيوت على موقع Open Hub (الإنجليزية)